# Leroy Anderson
Leroy Anderson, född 29 juni 1908 i Cambridge, Massachusetts, död 18 maj 1975 i Woodbury, Connecticut, var en amerikansk kompositör. Denne svenskättling skrev stycken som anses höra till underhållningsmusikens finaste repertoar. Musiken var som mest populär på 1950-talet men spelas ofta än idag. Originalen anses vara mycket välorkestrerade, men styckena spelas också i en rad olika arrangemang, till exempel för skol- och ungdomsorkestrar. Många av kompositionerna skrevs ursprungligen för Boston Pops Orchestra. "Svenskättlingen och underhållningsmusikens mästare Leroy Anderson hade öra för bra melodier och en begåvning att skriva fullödiga arrangemang, men självkritiken tog överhanden när det kom till mer traditionell konstmusik."  Leroy Andersons enskilt mest kända komposition är förmodligen Sleigh Ride.

## Biografi
Leroy Anderson föddes av svenska föräldrar; hans far kom från Övarp i Norra Strö  utanför Kristianstad och modern från Stockholm. Anderson fick sina första pianolektioner av sin mor som var organist. År 1919 började han ta pianolektioner och studera musik vid New England Conservatory of Music. Han fick en trombon av sin far medan han fortfarande gick i high school. 
Leroy Anderson började studera vid Harvard University 1925. Vid Harvard studerade han bl.a. musikteori, kontrapunkt samt orkestrering.  Han tog sin grundexamen ’med beröm godkänd’ från Harvard 1929 (B.A. Summa Cum Laude). Han tog sin magisterexamen vid Harvard 1930.

### Karriär
Leroy Anderson fortsatte sina studier vid Harvard under det tidiga trettiotalet och påbörjade en doktorsavhandling i tyska och nordiska språk medan han arbetade som musikhandledare vid Radcliffe College. Anderson var språkbegåvad och förutom svenska och engelska, som han växt upp med, behärskade han så småningom danska, norska, isländska, tyska, franska, italienska och portugisiska.  Vid sidan av sina språkstudier ägnade han sig åt musik, både inom och utom universitetsvärlden. Bland annat var han kör- och blåsorkesterledare på Harvard. Hans skicklighet som arrangör kom till Arthur Fiedlers kännedom. Fiedler ledde Boston Pops Orchestra. Det första arrangemanget Anderson gjorde för Fiedler var ett potpurri på Harvardmelodier, Harvard Fantasy, som han skrev 1936. Fiedler föreslog att Anderson skulle skriva originalkompositioner för orkestern och två år senare, 1938, uruppförde Boston Pops Leroy Andersons första verk komponerat för dem, Jazz Pizzicato.
Då andra världskriget började blev Leroy Anderson inkallad till tjänst i amerikanska armén där hans goda språkkunskaper kom till god användning. 1942 blev han strategiskt flyttad till Island där han tjänstgjorde som översättare och tolk. Efter att ha blivit befordrad till kapten blev Leroy Anderson utnämnd till chef för militära underrättelsetjänsten för Skandinavien i Pentagon. Under denna period skrev Anderson The Syncopated Clock. Han var fortfarande i militär tjänst då han dirigerade Boston Pops i premiären av The Syncopated Clock och Promenade. 1945 befriades han från aktiv tjänst i armén och familjen flyttade till New York City. 
Sommaren 1946 tillbringade Leroy Anderson och hans familj i sommarstugan Woodbury och under en intensiv värmebölja komponerade han Sleigh Ride. Under de kommande åren komponerade han i hemmet i Woodbury många av sina mest älskade kompositioner, bland dem Blue Tango, The Typewriter och Bugler's Holiday. 
Arthur Fiedler fortsatte att uruppföra Andersons verk till 1950, bland dem Sleigh Ride. Leroy dirigerade själv sina kompositioner, bland dem Belle of the Ball, Blue Tango, Bugler's Holiday, Plink! Plank! Plunk!, The Typewriter och Waltzing Cat, då de första gången spelades in av Decca Records. 
Det var Andersons egen inspelning av Blue Tango som blev hans första stora kommersiella framgång (1951). Den toppade skivförsäljningslistorna och var överst på topplistan The Hit Parade (1952). Blue Tango blev den första rent instrumentala inspelning som sålde i över en miljon exemplar. I början av 50-talet valde CBS att använda The Syncopated Clock som signatur till sitt då nya program The Late Show, vilket de fortsatte med i 25 år. Även Plink! Plank! Plunk! användes som signaturmelodi i ett populärt tv-program. Leroy Andersons musik växte i popularitet och spred sig snabbt runt jorden. 1952 hade han etablerat sig som den mest framträdande amerikanska kompositören av lättlyssnad konsertmusik.

### Mer omfattande kompositioner
Även om Leroy Anderson främst skapade lättlyssnad instrumentalmusik så experimenterade han även med längre och mer komplicerade musikformer. Hans mest ambitiösa verk är Konsert i C-dur för piano och orkester. Det uruppfördes 1954 med Anderson som dirigent och Eugene List som solist och mottogs med blandad kritik. Anderson drog tillbaka kompositionen i syfte att omarbeta den. Han kommenterade senare detta med att han ansåg att verket hade stora möjligheter men att det kunde förbättras. Trots att han aldrig fick tillfälle att göra de planerade förändringarna så utgav hans familj verket oreviderat efter hans död (1988). Konsert i C-dur framförs nu årligen runt om i världen vid flera tillfällen och har även spelats in.
Anderson försökte sig även på musikteater. Hans enda musikal, Goldilocks (1958), skrev han tillsammans med Walter och Jean Kerr. Den hade premiär i New York 1958 och medan kritikerna ansåg att historien var tunn så fick Andersons musik fin kritik. Goldilocks innehåller sånger som fortfarande framförs ibland.

### Sista åren
Leroy Anderson fortsatte att komponera och dirigera sin musik över hela Nordamerika tills han avled i cancer 1975. Året efter sin död, 1976, fick Leroy Anderson sin stjärna på Hollywood Walk of Fame, 1620 Vine Street, för allt han bidragit med i inspelningsbranschen. 1988 valdes Leroy Anderson postumt in i Songwriters Hall of Fame.

## Stil
Leroy Andersons korta kompositioner kan sägas vara både allmängiltiga och karakteristiska. De är allmängiltiga därför att de uppfattas som genuina i sin respektive stil: vals, marsch, tango, beguine, med mera. Styckena är karakteristiska dels för att de innehåller melodier som är lätta att minnas, dels för att de ofta är kryddade med rytmiska eller ljudmässiga egenheter. I The Typewriter har en skrivmaskin en framträdande roll, i Chicken Reel ska klarinettisterna framkalla ett kuckeliku-läte, i Sandpaper Ballet spelar slagverkarna på sandpapper av tre olika grovlekar, i The Waltzing Cat framkallar stråkarna jamande läten, i Sleigh Ride ska en trumpet låta som en gnäggande häst, och så vidare.

## Kompositioner
| - Alma Mater (1954) - Arietta (1962) - Balladette (1962) - Belle of the Ball (1951) - Birthday Party (1970) - Blue Tango (1951) - Bugler's Holiday (1954) - Cambridge Centennial March of Industry (1946) - The Captains and the Kings (1962) - Chatterbox (1966) - Chicken Reel (1946) - China Doll (1951) - A Christmas Festival (1950) (9:00) - A Christmas Festival (1952) (5:45) - Clarinet Candy (1962) - Classical Jukebox (1950) - Concerto in C Major for Piano and Orchestra (Pianokonsert i C-dur) (1953) - The Cowboy and His Horse (1966) - Do You Think That Love Is Here To Stay? (1935) - Easter Song (194-) - Fiddle-Faddle (1947) - The First Day of Spring (1954) - Forgotten Dreams (1954) - The Girl in Satin (1953) - The Golden Years (1962) | GOLDILOCKS - - Goldilocks Overture (1958) - Come to Me (1958) - Guess Who (1958) - Heart of Stone (Pyramid Dance) (1958) - He'll Never Stray (1958) - Hello (1958) - If I Can't Take it With Me (1958) - I Never Know When to Say When (1958) - Lady in Waiting (1958) - Lazy Moon (1958) - Little Girls (1958) - My Last Spring (1958) - Save a Kiss (1958) - Shall I Take My Heart and Go? (1958) - Tag-a-long Kid (1958) - The Pussy Foot (1958) - Town House Maxixe (1958) - Who's Been Sitting in My Chair? (1958) - Governor Bradford March (1948) - Harvard Fantasy (1936) - Hens and Chickens (1966) - Home Stretch (1962) - Horse and Buggy (1951) |

| THE IRISH SUITE (1947 & 1949) - - The Irish Washerwoman (1947) - The Minstrel Boy (1947) - The Rakes of Mallow (1947) - The Wearing of the Green (1949) - The Last Rose of Summer (1947) - The Girl I Left Behind Me (1949) - Jazz Legato (1938) - Jazz Pizzicato (1938) - Love May Come and Love May Go (1935) - Lullaby of the Drums (1970) - March of the Two Left Feet (1970) - Melody on Two Notes (1966) - Mother's Whistler (1940) - The Music in My Heart (1935) - An Old Fashioned Song (196-) - Old MacDonald Had a Farm (1947) - The Penny Whistle Song (1951) - The Phantom Regiment (1951) - Piece for Rolf (1961) - Plink, Plank, Plunk! (1951) - Promenade (1945) - Sandpaper Ballet (1954) - Saraband (1948) | SCOTTISH SUITE (1954) - - The Bluebells of Scotland - Turn Ye To Me - Second Regiment Connecticut National Guard March (1973) - Serenata (1947) - Sleigh Ride (1948) - Song of Jupiter (1951) - Song of the Bells (1953) - Suite of Carols for Strings (för stråkar) (1955) - Suite of Carols for Brass (för bleckblåsare) (1955) - Suite of Carols for Woodwinds (för träblåsare) (1955) - Summer Skies (1953) - The Syncopated Clock (1945) - Ticonderoga March (1939) - To a Wild Rose (1970) (Edward MacDowell) - A Trumpeter's Lullaby (1949) - The Typewriter (1950) - You Can Always Tell a Harvard Man (1962) - Waltz Around the Scale (1970) - The Waltzing Cat (1950) - Wedding March for Jane and Peter (1972) - What's the Use of Love? (1935) - The Whistling Kettle (1966) - Woodbury Fanfare (1959) |